# Kawajima
Kawajima (川島町 Kawajima-machi?) es un pueblo en la prefectura de Saitama, Japón, localizado en el centro-este de la isla de Honshū, en la región de Kantō. El 1 de marzo de 2021 tenía una población estimada de 19 362 habitantes y una densidad de población de 465 personas por km².

## Geografía
Kawajima está localizado en la parte central de la prefectura de Saitama, en la cuenca de drenaje río Arakawa. Limita con las ciudades de Kawagoe, Higashimatsuyama, Ageo, Okegawa, Kitamoto y Sakado, así como con el pueblo de Yoshimi

## Economía
Honda tiene una planta de ensamblaje en Kawajima, que es un importante empleador local.

## Demografía
Según los datos del censo japonés, la población de Kawajima ha disminuido en los últimos 20 años.
| Gráfica de evolución demográfica de Kawajima entre 1940 y 2015 |
|                                                                |
| Oficina de Estadística de Japón                                |